# Fachr ad-Din I
Fachr ad-Din ibn Osman ibn al-Hadż Junis al-Maani (zm. 1544) – pierwszy emir Libanu z dynastii Maanów. Fachr ad-Din objął przywództwo w klanie Al-Maani po swoim wuju Jusufie. W 1493 roku wybudował meczet w Baklin. Po bitwie na równinie Marż Dabik w 1516 roku przeszedł na służbę tureckiego sułtana Selima I. Za jego panowania ród Maanów przejął pierwszeństwo wśród libańskich klanów po upadku książąt z dynastii Al-Tanukhi. Jego następcą został emir Korkmaz (Kurkumaz).